# سيمون ويندر
سيمون ويندر (بالإنجليزية: Simon Winder)‏ هو مؤرخ بريطاني، ولد في 1963.